# Ralph von Battle
Ralph von Battle, auch Ralph von Caen, Ralph von Rochester, Rodulfus monachus (* 1040 in der Normandie; † 29. August 1124 in Battle bei Hastings), war ein englisch-normannischer Abt und Verfasser theologischer, philosophischer und geistlicher Schriften. Er war ein Schüler von Lanfrank von Bec und ein Studienkollege und Vertrauter Anselms von Canterbury.
Eine zweisprachige Ausgabe, Lateinisch – Deutsch, seiner Dialoge zur philosophischen Theologie ist in Herders Bibliothek der Philosophie des Mittelalters erschienen. Darin findet sich ein kosmologischer Gottesbeweis, der sich von dem ontologischen Gottesbeweis Anselms grundlegend unterscheidet. Auch von seinem Dialog Der Sünder und die Vernunft liegt eine zweisprachige Ausgabe vor.